# Élections régionales de 2010 en Guadeloupe
Pour un article plus général, voir Élections régionales françaises de 2010.
Les élections régionales en Guadeloupe ont eu lieu le 14 mars 2010. Elles ont vu la victoire de la liste conduite par Victorin Lurel qui a obtenu la majorité absolue des voix dès le premier tour.

## Mode d'élection
Le mode de scrutin est fixé par le code électoral. Il précise que les conseillers régionaux sont élus tous les six ans.
Les conseillers régionaux sont élus dans chaque région au scrutin de liste à deux tours sans adjonction ni suppression de noms et sans modification de l'ordre de présentation. Chaque liste est constituée d'autant de sections qu'il y a de départements dans la région.
Si une liste a recueilli la majorité absolue des suffrages exprimés au premier tour, le quart des sièges lui est attribué. Le reste est réparti à la proportionnelle suivant la règle de la plus forte moyenne. Une liste ayant obtenu moins de 5 % des suffrages exprimés ne peut se voir attribuer un siège.
Sinon on procède à un second tour où peuvent se présenter les listes ayant obtenu 10 % des suffrages exprimés. La composition de ces listes peut être modifiée pour comprendre les candidats ayant figuré au premier tour sur d’autres listes, sous réserve que celles-ci aient obtenu au premier tour au moins 5 % des suffrages exprimés et ne se présentent pas au second tour. À l’issue du second tour, les sièges sont répartis de la même façon.
Les sièges étant attribués à chaque liste, on effectue ensuite la répartition entre les sections départementales, au prorata des voix obtenues par la liste dans chaque département.

## Contexte régional
Dirigé pendant deux mandats, entre 1992 et 2004, par la sénatrice chiraquienne et chef de la droite locale Lucette Michaux-Chevry, le conseil régional revient à gauche en 2004, après l'avoir été une première fois entre 1986 et 1992. La victoire revient alors au second tour à une alliance entre la Fédération guadeloupéenne du parti socialiste (FGPS) de Victorin Lurel, le Parti progressiste démocratique guadeloupéen (PPDG) d'Ernest Moutoussamy et Guadeloupe unie, socialisme et réalités (GUSR) de Guy Losbar, et ce malgré la présence au premier tour d'une liste formée par des dissidents du PS et de PPDG rassemblés autour du maire des Abymes Daniel Marsin. Président du conseil régional depuis 2004, Victorin Lurel est désigné par les militants socialistes pour conduire la liste régionale du PS une nouvelle fois en 2010, renoue son alliance avec le PPDG mais l'ouvre cette fois aux Verts de Harry Durimel (qui était la tête de liste d'Europe Écologie aux élections européennes de 2009 pour la circonscription Outre-Mer, il avait notamment recueilli le meilleur score en Guadeloupe avec 51,38 % des suffrages mais une très faible participation de seulement 14,61 %, tandis qu'aux régionales de 2004 sa liste avait obtenu 2,89 % des voix), au Mouvement démocrate (MoDem) de Nicolas Del Do et Marie-Claire Pozzoli et surtout à la députée-maire du Moule, Gabrielle Louis-Carabin, ancienne présidente de la fédération locale de l'UMP. Longtemps rivale au sein de la droite guadeloupéenne de Lucette Michaux-Chevry puis de sa fille Marie-Luce Penchard, Gabrielle Louis-Carabin proteste contre la nomination de cette dernière comme secrétaire d'État chargée de l'Outre-mer en 2009 et quitte alors l'UMP.
Ce dernier ralliement provoque des divisions au sein de la majorité de Victorin Lurel. Le nouveau député-maire des Abymes, Éric Jalton, refuse cette alliance avec Gabrielle Louis-Carabin et décide de monter une liste dissidente, ce qui lui vaut d'être exclu du PS. Il s'associe au GUSR ainsi qu'au Parti communiste guadeloupéen (PCG) de Félix Flémin, au Parti socialiste guadeloupéen (PSG) du maire du Lamentin José Toribio et aux indépendantistes de l'Union populaire pour la libération de la Guadeloupe (UPLG). Enfin, la députée-maire de Deshaies, Jeanny Marc, dissidente du GUSR et apparentée au Parti radical de gauche (PRG), se porte également candidate. 
Le conseiller municipal d'opposition de Sainte-Rose Alain Lesueur forme la liste « Guadeloupe demain », étiquetée divers gauche et très critique à l'égard de Victorin Lurel.   
À l'extrême-gauche, deux figures du Liyannaj Kont Pwofitasyon (LKP, ou « Alliance contre les profiteurs »), collectif intersyndical qui a mené la grève générale de janvier à mars 2009, se présentent, se revendiquant tous deux de ce mouvement social sans que le LKP, ni son porte-parole Élie Domota, ne prennent officiellement positions lors de ce scrutin. Il s'agit tout d'abord de Jean-Marie Nomertin, déjà candidat en 2004 (où il avait recueilli 1,18 % des voix au premier tour), secrétaire de la CGT-G (deuxième syndicat de Guadeloupe derrière l'UGTG de Domota), avec l'investiture de l'organisation trotskyste Combat ouvrier (CO) et le soutien national de Lutte ouvrière (LO). Le deuxième est Alain Plaisir, secrétaire général de la Centrale des travailleurs unis (CTU, troisième syndicat de l'île), qui a créé son propre parti en novembre 2009 en vue des régionales : le Comité d'initiative pour une alternative politique (CIPPA). Un Collectif des Inkoruptibles (CDI), mouvement non constitué en parti et se voulant apolitique, est mené par un jeune cadre d'entreprise et animateur de télévision, Cédric Cornet, âgé de 29 ans.     
À droite, l'investiture de l'UMP et de la Majorité présidentielle revient à Blaise Aldo, maire de Sainte-Anne et ancien vice-président de Lucette Michaux-Chevry au conseil régional de 1992 à 1995. La secrétaire d'État à l'Outre-mer et fille de l'ancienne présidente de région, Marie-Luce Penchard, s'investit personnellement en deuxième position. Daniel Marsin, devenu sénateur en 2004 et battu à la mairie des Abymes par Éric Jalton en 2008, a rejoint La Gauche moderne (LGM) de Jean-Marie Bockel et est donc en troisième place sur cette liste « Majorité présidentielle ». Le petit mouvement Nofwap La Guadeloupe en action, créé en 2006 sur la base de l'ancien parti Nofwap lui-même fondé en 1998 et étiqueté divers droite, est à nouveau présent à une élection régionale, avec pour la troisième fois consécutive pour tête de liste Octavie Losio (elle avait recueilli 2,07 % des suffrages en 2004), également candidate aux élections législatives de 2007 dans la 1re circonscription (elle avait alors recueilli 7,15 % des suffrages et le quatrième score au premier tour).

## Candidats

### Présentation générale
- CO : Jean-Marie Nomertin, secrétaire de la CGT-G.
- CIPPA (Osons pour la Guadeloupe) : Alain Plaisir, secrétaire général de la CTU.
- CDI (Pou Gwadloup an nou ay) : Cédric Cornet, animateur sur Canal 10.
- Dissidents du PS/GUSR/PCG/PSG/UPLG (La Région autrement) : Éric Jalton, député de la 1re circonscription et maire des Abymes, conseiller général pour le canton des Abymes-1, ancien conseiller régional.
- Dissidents du GUSR (Pour une nouvelle Guadeloupe) : Jeanny Marc, députée apparentée PRG de la 3e circonscription et maire de Deshaies.
- Guadeloupe Demain : Alain Lesueur, conseiller municipal d'opposition de Sainte-Rose.
- PS/PPDG/Verts/MoDem/Dissidents de l'UMP : Victorin Lurel, président du conseil régional sortant, député de la 4e circonscription, ancien maire de Vieux-Habitants.
- Nofwap La Guadeloupe en action : Octavie Losio, chirurgien-dentiste, chef de service au centre hospitalier de la Basse-Terre et présidente-éditorialiste de Radio-Contact.
- Majorité présidentielle - UMP/LGM/NC (Ensemble pour la Guadeloupe) : Blaise Aldo, conseiller régional sortant, maire de Sainte-Anne, ancien député européen.

## Résultats
|                | Victorin Lurel*     | FGPS-PPDG-CELV-GUSR-MoDem | 78 261  | 56,51  | 31 | 75,60 |  |  |
|                | Blaise Aldo         | UMP                       | 19 405  | 14,01  | 4  | 9,76  |  |  |
|                | Éric Jalton         | GUSR-PCG-UPLG             | 17 175  | 12,40  | 4  | 9,76  |  |  |
|                | Cédric Cornet       | DVG                       | 9 634   | 6,96   | 2  | 4,88  |  |  |
|                | Jean-Marie Nomertin | CO                        | 3 911   | 2,82   |    |       |  |  |
|                | Jeanny Marc         | GUSR                      | 3 903   | 2,82   |    |       |  |  |
|                | Octavie Losio       | DVD                       | 2 871   | 2,07   |    |       |  |  |
|                | Alain Plaisir       | CIPPA                     | 1 958   | 1,41   |    |       |  |  |
|                | Alain Lesueur       | DVG                       | 1 377   | 0,99   |    |       |  |  |
|                |                     |                           |         |        |    |       |  |  |
| Inscrits       | Inscrits            | Inscrits                  | 292 099 | 100,00 |    |       |  |  |
| Abstention     | Abstention          | Abstention                | 146 587 | 50,18  |    |       |  |  |
| Votants        | Votants             | Votants                   | 145 512 | 49,82  |    |       |  |  |
| Blancs et nuls | Blancs et nuls      | Blancs et nuls            | 7 017   | 2,40   |    |       |  |  |
| Exprimés       | Exprimés            | Exprimés                  | 138 495 | 47,41  |    |       |  |  |

* liste du président sortant